# Tam Hòa (Quảng Nam)
Tam Hòa is een xã in het district Núi Thành, een van de districten in de Vietnamese provincie Quảng Nam. Tam Hòa heeft ruim 8500 inwoners op een oppervlakte van 22,61 km².

## Geografie en topografie
Tam Hòa ligt in het estuarium van de Trường Giang en de Tam Kỳ. In het oosten ligt de Zuid-Chinese Zee.